# Anna Patrick
Anna Patrick (1962) è un'attrice britannica.

## Biografia
È stata principalmente attiva nel campo televisivo.
Al cinema ha debuttato nel 1995 nel film Othello in cui interpreta la moglie di Kenneth Branagh; nel film vi recita anche il marito. Altri film dove è comparsa sono Un marito ideale (1999), nel ruolo di Miss Danvers, e Reckless: The Movie (1998).

## Vita privata
È sposata dal 1992 con l'attore Nathaniel Parker, da cui ha avuto due figlie, Angelica e Raphaella.
È la cognata di Oliver Parker e nuora di Peter Parker.

## Filmografia

### Cinema
- Othello (1995)
- Reckless: The Movie (1998)
- Un marito ideale (1999)
- Altered Ego - cortometraggio (1994)
- Rachel's Dream - cortometraggio (1992)

### Televisione
- South of the Border (1990)
- Ispettore Morse (1991)
- Performance (1991)
- You, Me and It - miniserie TV (1993)
- She's Out - miniserie TV (1995)
- Maisie Raine (1998)
- Anchor Me - film TV (2000)
- Roma – serie TV, episodi 1x01-1x03-1x07 (2005)